# جاك بوليو
جاك بوليو هو فيزيائي كندي، ولد في 15 أبريل 1932 في سان جان سور ريشليو في كندا، وتوفي في 19 أغسطس 2014 في مدينة كيبك في كندا.